# Satu Mäkelä-Nummela
Satu Mäkelä-Nummela (* 26. Oktober 1970 in Orimattila) ist eine finnische Sportschützin in der Disziplin Trap, in welcher sie Olympiasiegerin wurde.
Satu Mäkelä-Nummela war bereits während der 1990er-Jahre als Schützin erfolgreich. So gewann sie 1995 bei den Weltmeisterschaften in Nicosia die Bronzemedaille im Trap. Danach legte sie allerdings eine Pause ein und kehrte erst 2002 nach der Geburt ihres zweiten Kindes in das finnische Nationalteam zurück. 2006 gewann sie in Suhl einen Weltcup, was ihr das Ticket für die Olympischen Spiele 2008 in Peking einbrachte. Dort gewann sie in ihrer Disziplin Trap die Goldmedaille. Bei den Olympischen Spielen 2012 in London wurde die Titelverteidigerin Siebte.
Während der Eröffnungsfeier der Olympischen Sommerspiele 2020 war sie gemeinsam mit dem Schwimmer Ari-Pekka Liukkonen die Fahnenträgerin ihrer Nation.
Mäkelä-Nummela arbeitet in einem Kaffeehaus. Sie ist mit Matti Nummela verheiratet und hat mit ihm zwei Kinder. Er trainiert sie und hat ebenfalls bereits bei Olympischen Spielen teilgenommen.